# Jezava
La Jezava (en serbe cyrillique : Језава) est une rivière de Serbie. Elle est un affluent droit du Danube et sa longueur est de 47,5 km

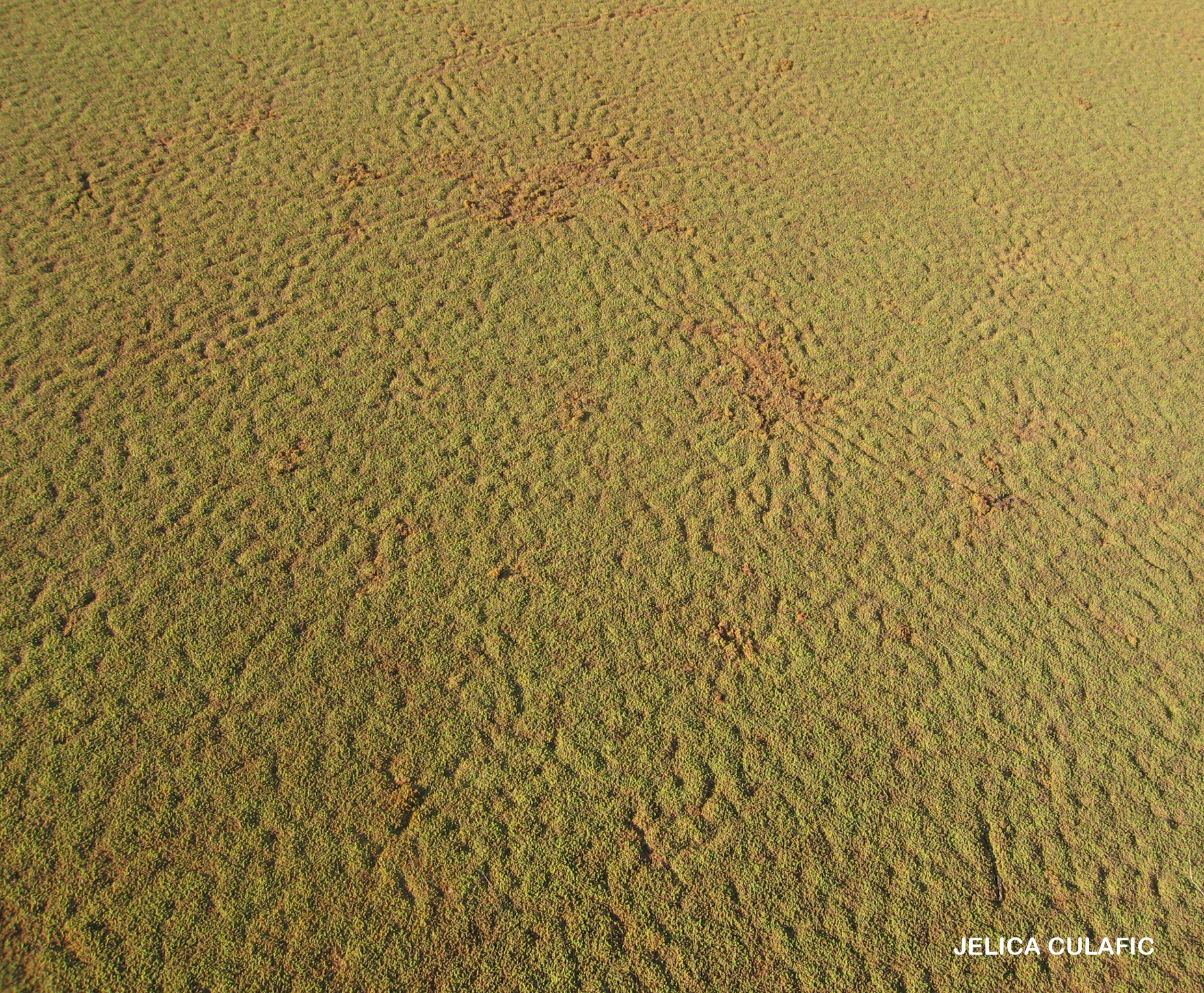
Photographie de la surface de la Jezava, prise à Smederevo (non loin de Belgrade). Un tapis de plantes aquatiques (lentilles ?) a été favorisée par la chaleur de l'été et un excès de nutriments (eutrophisation) et une circulation lente de l'eau. La lumière solaire n'y pénètre plus, ce qui risque de provoquer une anoxie du milieu la nuit

Elle fait partie du bassin versant de la mer Noire. Son propre bassin couvre une superficie de 660 km2.

## Parcours
La Jezava se jette dans le Danube à Smederevo, après avoir longé la forteresse de la ville.

## Histoire
Jusqu'en 1897, la Jezava était un bras de la Velika Morava ; elle est aujourd'hui une rivière à part entière. 
Son cours est régulé depuis 1967.